# Lacida
Lacida (albo LCD) – maszyna szyfrująca zaprojektowana przed II wojną światową przez polskie Biuro Szyfrów w celu użycia jej w  okresie wojny przez polskich wyższych dowódców. Nazwa maszyny pochodziła od inicjałów jej twórców: ppłk Karola Gwidona Langera, por. Maksymiliana Ciężkiego i por. Leonarda  Stanisława Danilewicza.
Lacida należała do grupy maszyn wirnikowych (Enigma, Typex, M-325). Składała się z 3 zasadniczych części: przenośnej maszyny do pisania Remington (poddanej niewielkiej przeróbce), która umieszczona była na aluminiowej skrzynce zawierającej zespół elektromagnesów i przełącznik szyfr-deszyfr oraz ze skrzynki szyfrowej, tzw. mieszacza – zasadniczego elementu szyfrującego.
Skrzynka szyfrowa zawierała 8 bębenków szyfrujących:

– 3 ruchome (obracały się podczas szyfrowania/odszyfrowywania),

– 3 nieruchome z możliwością zmiany ich ustawienia przed rozpoczęciem szyfrowania/odszyfrowywania,

– 2 nieruchome ze stałym położeniem – tzw. bębenki wstępne, umieszczone na skrajnych pozycjach (każdy z nich był połączony niezależnie z klawiszami i elektromagnesami uruchamiającymi czcionki maszyny do pisania).
Konstrukcja skrzynki szyfrowej Lacidy zawierała szczegół, który czynił z niej wyjątkową w tamtych czasach konstrukcję – dwa bębenki spośród nieruchomych/przestawialnych miały różną liczbę styków wejściowych i wyjściowych. W związku z tym, mimo że w czasie szyfrowania używano tylko klawiszy z literami (cyfry zapisywano literami poprzedzając je odpowiednim znacznikiem) tekst zaszyfrowany zawierał również cyfry od 1 do 9 (cyfrze zero i literze O odpowiadał ten sam klawisz). W związku z tym przy odszyfrowywaniu używano również klawiszy z cyframi, a mimo to otrzymany tekst jawny zawierał tylko litery.
Prąd przepływał przez mechanizm szyfrujący Lacidy jednokierunkowo: bębenek wstępny – bębenki ruchome i nieruchome (umieszczone na przemian) – drugi bębenek wstępny. Przełącznik szyfr-deszyfr sprawiał, że ten bębenek wstępny, który w czasie szyfrowania był elementem wejściowym połączonym z klawiaturą, podczas rozszyfrowywania stawał się wyjściem mieszacza – przekazywał sygnał do elektromagnesów uruchamiających czcionki.
Konstrukcja i prototypy Lacidy powstały w latach 1929–1930. Wyłącznym konstruktorem części mechanicznej i elektrycznej był Ludomir Danilewicz. W lutym 1933 Wytwórnia Radiotechniczna AVA otrzymała zlecenie na produkcję seryjną i w tym samym roku zostały wyprodukowane pierwsze egzemplarze. Danilewicz pracował nadal w Oddziale II Sztabu Generalnego WP zajmował się produkcją urządzeń specjalnych dla wojska w AVA.
W listopadzie 1938 Wytwórnia „AVA” wyprodukowała "bombę kryptologiczną" – zespół sześciu sobowtórów „Enigmy” służących do automatycznego łamania szyfru „Enigmy”. Najbardziej wiarygodne źródło – ppłk dypl inż Tadeusz Lisicki, w opracowaniu konsultowanym  z Marianem Rejewskim oraz Henrykiem Zygalskim podaje, że bombę kryptologiczną tworzył zestaw sześciu "sobowtórów Enigmy" (jej udoskonalonych kopii), wyprodukowany przez Wytwórnię Radiotechniczną AVA.